# Nikita Yúrievich Trubetskói
Nikita Yúrievich Trubetskói (en ruso: Никита Юрьевич Трубецкой) (26 de mayo de 1699 - 16 de octubre de 1767) fue un hombre de estado ruso, que entre otros cargos fue Mariscal de Campo (1756), ministro de defensa de Rusia en 1740, senador, miembro del consejo de estado y fiscal general del Imperio ruso (1740-1760). Fue el primer propietario de la hacienda Neskúchnoye

## Biografía
Sus padres fueron el príncipe, porúchik general (teniente-general) y senador Yuri Yúrievich Trubetskói (20 de abril de 1668 - 8 de septiembre de 1739), gobernador  de Bélgorod, y la princesa Elena Grigorievna Cherkáskaya (nacida antes de 1696). Recibió su nombre en honor de su bisabuelo, Nikita Odóyevski. 
Entre 1715 y 1717, Nikita Trubetskoy realizó una estancia educativa en el extranjero. Empezó su carrera militar como asistente de Pedro I. En 1722 se alistó en el regimiento Preobrazhensky con el rango de sargento, siendo ascendido a portaestandarte ese mismo año. En 1724 fue nombrado gentilhombre de la cámara del emperador y para 1729 era mayor-general.
En 1730, Trubetskói era uno de los más duros adversarios del Supremo Consejo Privado que representaba a la nobleza boyarda, apoyando en cambio a la emperatriz Ana Ivanovna. Participó en todas las guerras rusas del periodo, incluyendo la Guerra ruso-turca y la Guerra de Sucesión Polaca siendo en 1737 nombrado teniente general.
En 1740 pasó a presidir el Voiennaia Kolleguia (Colegio de Guerra) y poco después gue nombrado fiscal general del Senado Gobernante, puesto que mantuvo hasta 1760. Como tal, lideró la investigación y juicio de Andréi Osterman (todopoderoso valido de Pedro II caído en desgracia tras el ascenso al trono de Isabel I de Rusia en 1741), Alekséi Bestúzhev-Riumin (acusado de negligencia durante la guerra de los Siete Años en 1758) y otros altos casos que afectaban a la política rusa. Fue también un representante de la línea dura del ejército que quería aprovechar la victoria en la Guerra ruso-sueca para asegurar la frontera norte en vez de buscar compromisos políticos con los estados alemanes.
En 1760, Trubetskói fue nombrado senador y presidente de la Junta Militar, puesto que mantuvo hasta su jubilación. Asimismo, fue propuesto como gobernador de Siberia. Se retiró de la política activa en 1763, tras haber sido acusado de conspiraciones con el francmasón Nikolái Novikov. Murió con el rango de mariscal de Rusia, senador y asesor privado real. Sus memorias fueron publicadas en Rúskaya Stariná en 1870.
Nikita Trubetskói fue también conocido por sus ideas ilustradas y su mecenazgo del arte. Fue amigo del príncipe Antioj Kantemir y del escritor Mijaíl Jéraskov, y patrón de Yákov Shajovskói, que le sucedió como fiscal general.